# Belville
Belville – miasto w Stanach Zjednoczonych, w stanie Karolina Północna, w hrabstwie Brunswick.